# Departamento de Ziguinchor
Ziguinchor es un departamento de la región de Ziguinchor en Senegal, con una población censada en noviembre de 2013 de 248 265 habitantes.
Se encuentra ubicado al suroeste del país, junto a la costa del océano Atlántico y la frontera con Gambia y Guinea-Bisáu.